# 部派仏教
部派仏教（ぶはぶっきょう、英: Early Buddhist schools）とは、釈尊の死後百年から数百年の間に仏教の原始教団が分裂して成立した諸派の仏教。アビダルマ仏教ともいう。部派（ぶは）とはパーリ語のNikāya（ニカーヤ）に由来し、原義では集団を意味する。仏教においては戒や仏典の伝承系統によって分岐した、出家者の集団を指す。
紀元前3世紀頃に原始教団が上座部と大衆部に分裂（根本分裂）したのち、この2部派がさらに分裂して行った。各部派は、釈尊が残した教法を研究・整理して、独自の教義を論（アビダルマ）として作り、互いに論争した。部派仏教は、釈尊と直弟子時代の初期仏教を継承し、大乗仏教の成立後も数世紀に渡りインドで大きな勢力を有していたとされる。のちに興った大乗仏教はこれらの部派仏教を小乗仏教と貶称した。

## 名称
部派仏教は、欧米では Early Buddhist schools または（しばしば分裂前も含めて）Early Buddhism（初期仏教）と称される。Nikaya Buddhism と呼ばれることもあるが、この語は1980年にハーバード大学の永富正俊が使い始めた用語である。
Paul Williamsは『Mahayana Buddhism the Doctrinal Foundations』で「小乗」(Hīnayāna)の代わりに「主流仏教」(Mainstream Buddhism)と呼ぶと述べ、以後この呼称を使用する学者がほかにもいる。

## 概要
釈迦の死から100年後ごろのアショーカ王（前3世紀）のころ、仏教教団は上座部（じょうざぶ、テーラワーダ、theravāda、sthaviravāda）と大衆部（だいしゅぶ、マハーサンギーティカ、mahāsaṃgītika、mahāsāṃghika）とに分裂した。これを根本分裂と呼ぶ。根本分裂は、戒律や教理の解釈の対立（南伝の所説では、十事に関し、第十の金銀銭の布施を受け取ることの緩和如何、いわゆる「十事問題」だとするが、北伝の所説では「大天五事」だとしている）が原因だとする説などがある。
以後、分派が繰り返され、北伝の伝承では上座部系11部派と大衆部系9部派が成立した。これらの諸部派が「部派仏教」と呼ばれる。その代表的な部派には、
- 西北インドの説一切有部（せついっさいうぶ）[9]
- 中西インドの正量部（しょうりょうぶ）[9]
- 西南インドの上座部（じょうざぶ）[9]
- 中南方インドの大衆部（だいしゅぶ）[9]

などがある。義浄の報告によれば、北インドはほとんどが説一切有部の勢力下にあり、まれに大衆部が存在し、西インドのラータ、シンドゥでは正量部が最も多く、南インドはほとんどが上座部であった。中央インドのマガダでは４つの部派が行われていたが有部が最有力であった。
大衆部や法蔵部や経量部の教理は大乗仏教の教理と一致することが多く、大乗仏教成立の起源に彼らの教理の影響があったと考えられている。
スリランカに伝えられた上座部は「南方上座部」（赤銅鍱部）と呼ばれ、特に大寺派（Mahāvihāravāsin）の学灯に連なる集団は「上座部大寺派」といい、ミャンマー・タイ・カンボジア・ラオスなどの東南アジア諸国で正統説とされ、今日にいたっている。

## 現存資料
それぞれの部派の三蔵について、現存しているものは以下の通り。
|              | 上座部大寺派            | 化地部 | 法蔵部   | 説一切有部                   | 大衆部     |
| ------------ | ----------------------- | ------ | -------- | ---------------------------- | ---------- |
| 法（Dharma） | 長部 中部 相応部 増支部 | -      | 長阿含経 | (長阿含経) 中阿含経 雑阿含経 | 増一阿含経 |
| 律（Vinaya） | パーリ律                | 五分律 | 四分律   | 十誦律 根本説一切有部律      | 摩訶僧祇律 |

## 分裂の様子
部派の分派の様子は、北伝と南伝では少し異なっている。それを図示すれば以下のようになる。

### 北伝（20部派）
- 大衆部
  - 一説部
  - 説出世部
  - 鶏胤部（中国語版）
  - 多聞部
  - 説仮部
  - 制多山部（中国語版）
  - 西山住部
  - 北山住部
- 上座部
  - 説一切有部
    - 犢子部
      - 法上部（中国語版）
      - 賢冑部
      - 正量部
      - 密林山部

    - 化地部
      - 法蔵部

    - 飲光部
    - 経量部

  - 雪山部（中国語版）

### 南伝（18部派）
- 大合誦 (大衆部)（Mahāsaṃgītika）
  - 牛家部（中国語版）（Gokulika）
  - 一説部（Ekabyohāra）
    - 多聞部（Bahussutaka）
    - 説仮部（Paññatti）

  - 制多山部（中国語版）（Cetiya）
- 上座部（Theravāda）
  - 犢子部（Vajjiputtaka）
    - 法上部（中国語版）（Dhammuttarika）
    - 賢冑部（Bhaddayānika）
    - 六城部（Chandagārika）
    - 正量部（Sammiti）

  - 化地部（Mahiṃsāsaka）
    - 説一切有部（Sabbatthavāda）
      - 飲光部（Kassapika）
        - 説転部（中国語版）（Saṃkantika）
          - 説経部（Suttavāda）

    - 法蔵部（Dhammagutta）